# Barmský stát
Barmský stát (barmsky ဗမာ), též jako Nezávislý stát Barma, byl státní formou existující v dnešním Myanmaru za druhé světové války. Byl založen roku 1942 a zanikl na konci druhé světové války. Jeho prezidentem byl barmský kolaborant dr. Bha Mo. Hovořilo se zde především barmsky a kmenovými jazyky, dalším úředním jazykem byla japonština. Jednalo se o krátkou „nezávislost“ na britské vládě. Ozbrojené složky představovala Barmská národní armáda (BNA). Její velitel byl Aun Schan – zakladatel moderního barmského státu a otec nositelky Nobelovy ceny za mír Aun Schan Su Ťij.

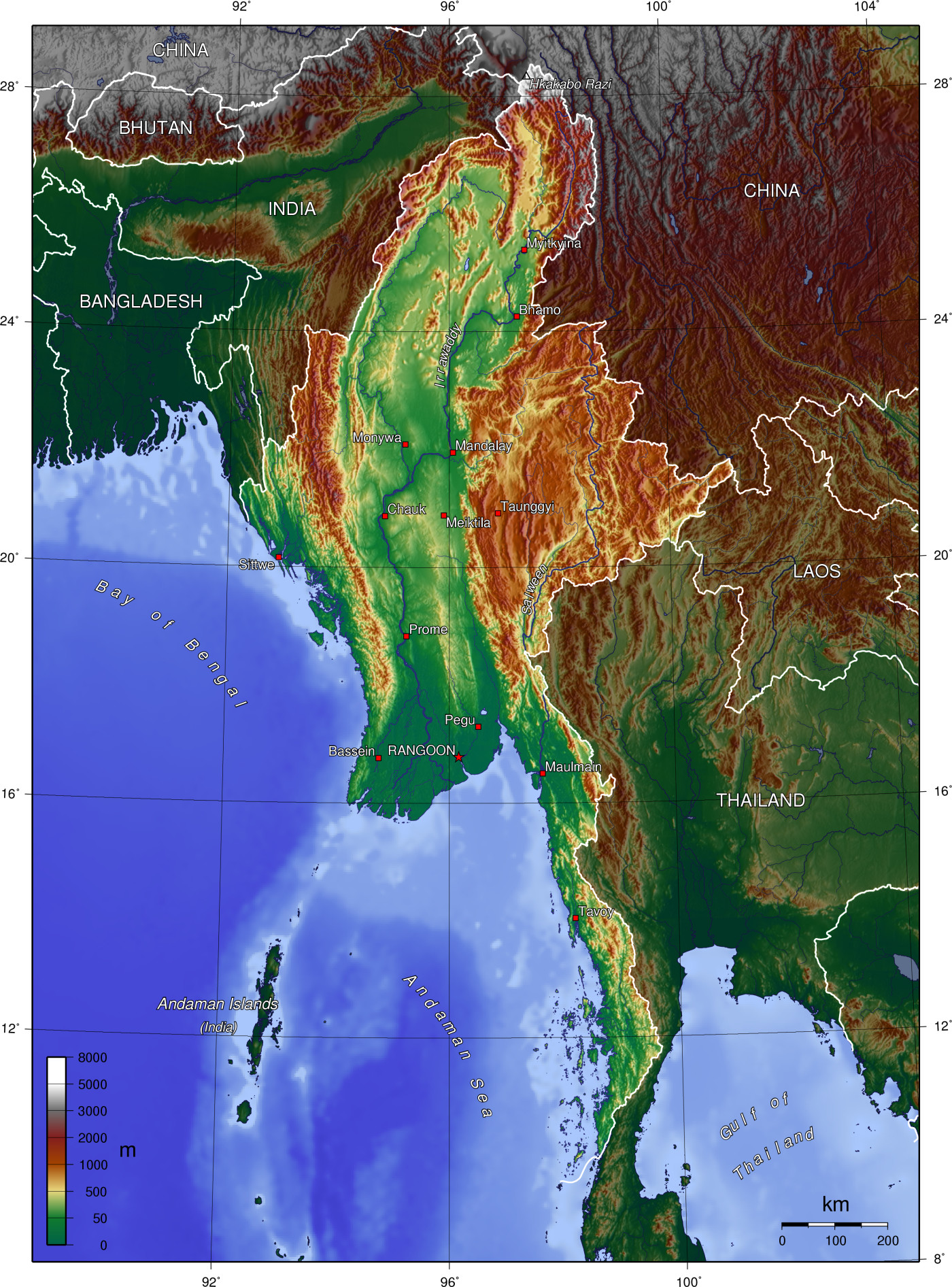
Mapa Barmy

## Odboj
Představovala Antifašistická organizace (AFO) a záškodnické oddíly vysazované z Indie – chindité, jímž velel Orde Wingate.